# Megandiperla kuscheli
Megandiperla kuscheli är en bäcksländeart som beskrevs av Joachim Illies 1960. Megandiperla kuscheli ingår i släktet Megandiperla och familjen Gripopterygidae. Inga underarter finns listade i Catalogue of Life.